# Kosuriq
Kosuriq (albanska: Kosuriq med böjningsformen Kosuriqi; serbiska: Косурић, Kosurić) är en ort i Kosovo. Den ligger i den västra delen av landet, 60 km väster om huvudstaden Priština. Kosuriq ligger 420 meter över havet och antalet invånare är 1 200.
Terrängen runt Kosuriq är platt. Runt Kosuriq är det ganska tätbefolkat, med 222 invånare per kvadratkilometer. Närmaste större samhälle är Pejë, 17,5 km nordväst om Kosuriq. Omgivningarna runt Kosuriq är en mosaik av jordbruksmark och naturlig växtlighet.